# Pierre-Louis de Blacas d’Aulps

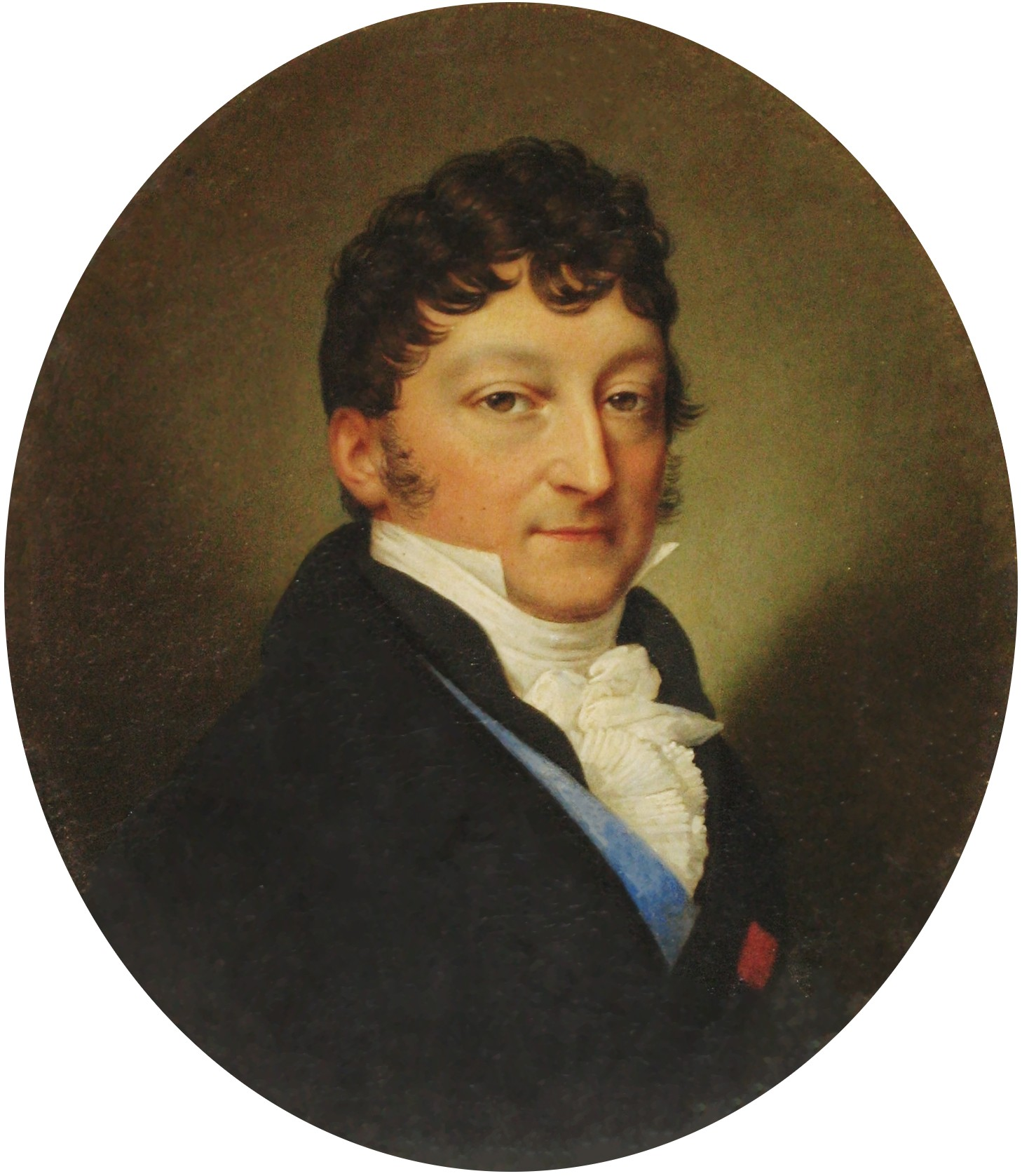
Pierre-Louis Jean Casimir de Blacas d’Aulps, Duc de Blacas

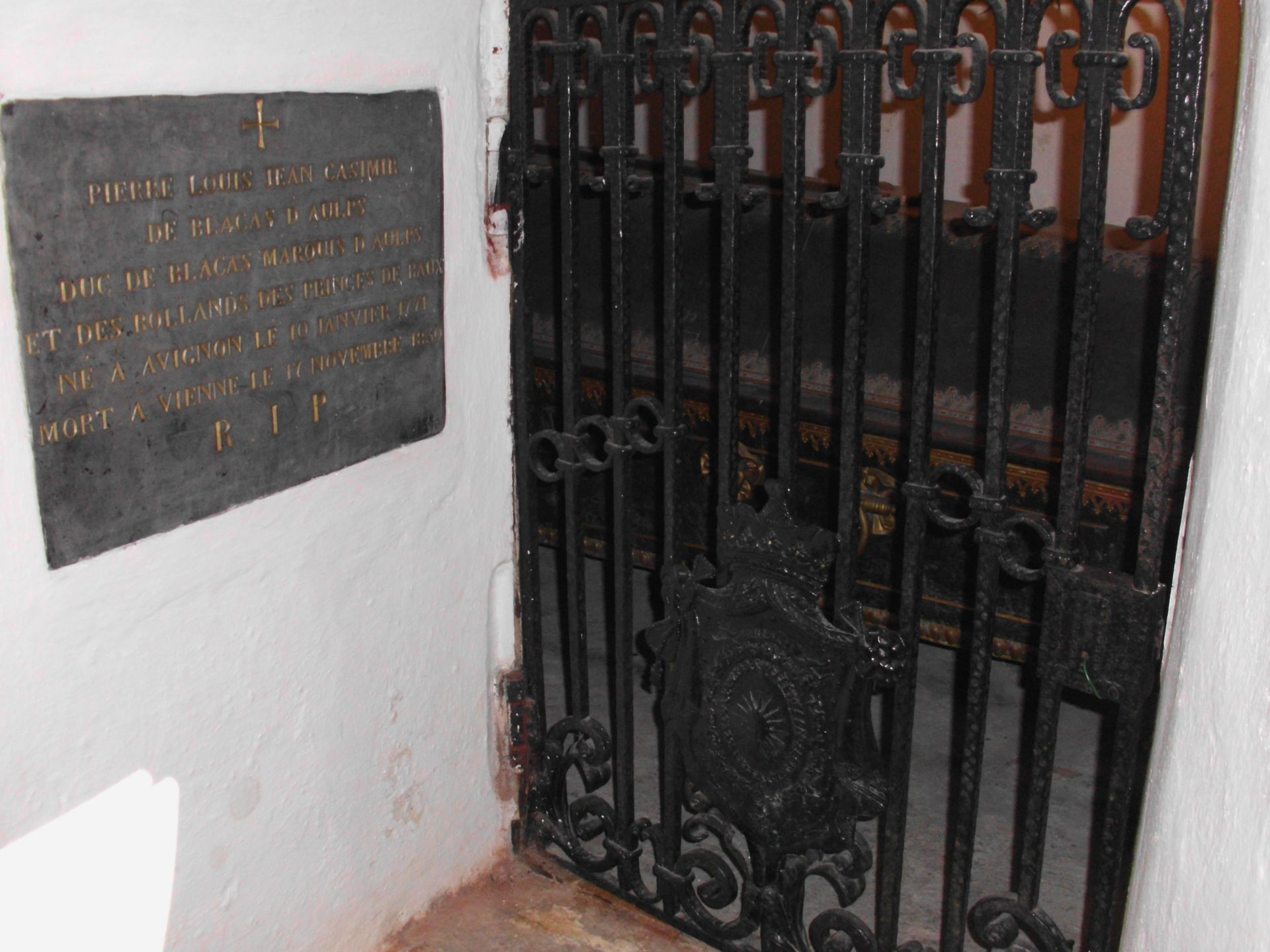
Gruftnische vor der Bourbonengruft des Klosters Kostanjevica (Nova Gorica / Slowenien) mit dem Sarkophag des Duc de Blacas

Pierre-Louis Jean Casimir de Blacas d’Aulps, seit 1821 französischer Duc de Blacas und seit 1838  österreichischer Fürst von Blacas d’Aulps, (* 12. Januar 1771 auf Schloss Vérignon bei Aulps, Provence, Frankreich; † 17. November 1839 in Wien, Österreich), französischer Staatsmann und Diplomat; überzeugter Royalist und einer der wichtigsten Ratgeber und Minister der Bourbonen. 
Er war der einzige Sohn von Alexandre-Pierre de Blacas d’Aulps, Marquis de Blacas. Vom 29. Mai 1814 bis zum 20. März 1815 war er Ministre de la Maison du Roi. Mit Dekret vom 30. April 1821 (Diplom vom 11. September 1824) wurde er zum französischen „Duc de Blacas“ erhoben. Von 1829 bis 1839 war der Kunstsammler und Numismatiker der erste Präsident des Istituto di corrispondenza archeologica. Als Hofminister von König Karl X. v. Frankreich begleitete er diesen 1830 ins Exil. Mit Diplom vom 23. Juni 1838 erhielt Pierre-Louis de Blacas d’Aulps den in der Primogenitur vererblichen österreichischen Fürstenstand als „Fürst von Blacas d’Aulps“, der übrigen Nachkommenschaft wurde gleichzeitig der österreichische Grafenstand verliehen. 1839 erwarb er Schloss Frohsdorf bei Wien und vererbte es an den französischen Thronprätendenten Henri d’Artois. 1816 wurde er zum Mitglied der Académie des Inscriptions et Belles-Lettres gewählt.
Nach seinem Tod wurde er in einer Nische vor der Bourbonengruft des Klosters Konstanjevica in Görz (heute Nova Gorica in Slowenien) beigesetzt.